# 卡萝拉·霍尔尼希
卡萝拉·霍尔尼希（德語：Carola Hornig，1962年4月30日—），旧姓米泽勒（Miseler），德国女子赛艇运动员。她曾代表东德参加1988年夏季奥林匹克运动会赛艇比赛，获得女子四人单桨有舵手金牌。